# Bolbohamatum kuijteni
Bolbohamatum kuijteni är en skalbaggsart som beskrevs av Jan Krikken 1980. Bolbohamatum kuijteni ingår i släktet Bolbohamatum och familjen Bolboceratidae. Inga underarter finns listade.